# Mutter (dal)
A Mutter (németül anya) a német ipari metált játszó együttes, a Rammstein negyedik kislemeze a Mutter című stúdióalbumról. A dal témája elég nyomasztó, egy gyermekről szól, aki egy kísérlet során jött világra, így nincs igazi szülője. Eltervezi, hogy megöli az anyját (aki „sohasem szülte meg őt”), és saját magával is végez. De a dal végén még életben van, rájön, a gyilkossággal nem lett jobb élete, és erőért könyörög. A történet hasonlít a Mary Shelley Frankenstein regényéből ismert szörny történetére, aki bosszút áll teremtőjén szerencsétlensége miatt, de ezáltal nem lesz jobbá.
A klip követi a dal cselekményét. Egy ember megöli anyját, testét pedig a folyóba dobja. Végül egy zárt kazamatában, vagy föld alatti börtönben végzi.

## Számlista
1. Mutter (Radio Edit)
2. Mutter (Vocoder Mix)
3. 5/4
4. Mutter (Sono's Inkubator Mix)

A kislemezen található egy 5/4 című szám is, ezt az együttes introként játszotta 2000 óta a koncerteken, de 2002-ig nem hozták forgalomba. Archiválva 2008. április 4-i dátummal a Wayback Machine-ben

## Külső hivatkozások
- A kislemez a Rammstein hivatalos honlapján
- Dalszöveg németül és angolul Archiválva 2011. május 27-i dátummal a Wayback Machine-ben